# 洛特-加龍省
44°14′49″N 0°27′01″E / 44.2470173°N 0.4502368°E
洛特-加龙省（法語：Lot-et-Garonne，法語發音：[lɔt‿e ɡaʁɔn] ⓘ）是法國新阿基坦大区所轄的省份。該省編號為47。省名来自于流经省内的两条河流：加龍河及其支流洛特河。